# Brandon Wilson
Brandon Wilson es un actor estadounidense. Tuvo un papel secundario en The Way Back (2020) y un papel principal en Nickel Boys (2024). Su actuación destacada en esta última le valió un Premio Gotham.

## Carrera
Wilson interpretó al personaje de Brandon Durrett en The Way Back dirigida por Gavin O'Connor y protagonizada por Ben Affleck. En 2022, Wilson actuó en la película de terror de Mark Polish , Murmur. También ha aparecido en la serie de televisión Ray Donovan .
En 2024, Wilson protagonizó Nickel Boys, una adaptación cinematográfica de la novela homónima de Colson Whitehead .  La película se estrenó en el Festival de Cine de Telluride y se mostró en el Festival de Cine de Nueva York. Ethan Herisse y él interpretaron a dos niños que son enviados a una escuela de reforma abusiva. Lovia Gyarkye de The Hollywood Reporter escribió que tanto "Herisse como Wilson ofrecen actuaciones sorprendentes que profundizan la comprensión de este vínculo y aclaran el trauma de esta experiencia".

## Filmografía

### Cine
| Year | Título       | Rol             | Notas                                                        |
| ---- | ------------ | --------------- | ------------------------------------------------------------ |
| 2020 | The Way Back | Brandon Durrett |                                                              |
| 2022 | Murmur       | Zach            |                                                              |
| 2024 | Nickel Boys  | Turner          | Gotham del cine independiente al mejor artista de revelación |

### Televisión
| Año  | Título      | Rol | Notas                   |
| ---- | ----------- | --- | ----------------------- |
| 2017 | Ray Donovan | Ian | Temporada 5, episodio 4 |